# Lexington, Carolina de Nord
Lexington este un oraș și sediul comitatului, Davidson, statul  Carolina de Nord,  Statele Unite ale Americii.
1. ↑   https://www.nctreasurer.com/municipalities Lipsește sau este vid: |title= (ajutor)
2. ↑   https://www.lexingtonnc.gov/government/mayor-council/contact-city-council, accesat în 27 ianuarie 2025 Lipsește sau este vid: |title= (ajutor)
3. ↑   https://finance.yahoo.com/finance/news/2022-municipal-election-results-hayes-030420582.html Lipsește sau este vid: |title= (ajutor)
4. ↑  2010 U.S. Gazetteer Files, accesat în 9 iulie 2020